# Antonín Pešl
Antonín Pešl (31. prosince 1891 Velký Dešov u Moravských Budějovic – 22. prosince 1942 Berlín, věznice Plötzensee) byl český novinář a publicista. Za první světové války byl jedním ze zakladatelů československých legií v Itálii. Na začátku nacistické okupace patřil k hlavním organizátorům domácího nekomunistického odboje: spolupracoval zejména s ilegálním Politickým ústředím (PÚ) a vojenskou Obranou národa (ON). Vedle Václava Königa byl Pešl označován jako blízký spolupracovník (z novinářských kruhů) podplukovníka Josefa Balabána – jednoho z tzv. Tří králů. Zakládající člen odbojové organizace Parsifal („ZAMINI v odboji“). V roce 1940 se angažoval jako spoluzakladatel a čelný představitel odbojové organizace ÚVOD. Za svoji činnost proti nacistickému Německu zaplatil cenou nejvyšší – svým životem.

## Stručný životopis do roku 1938

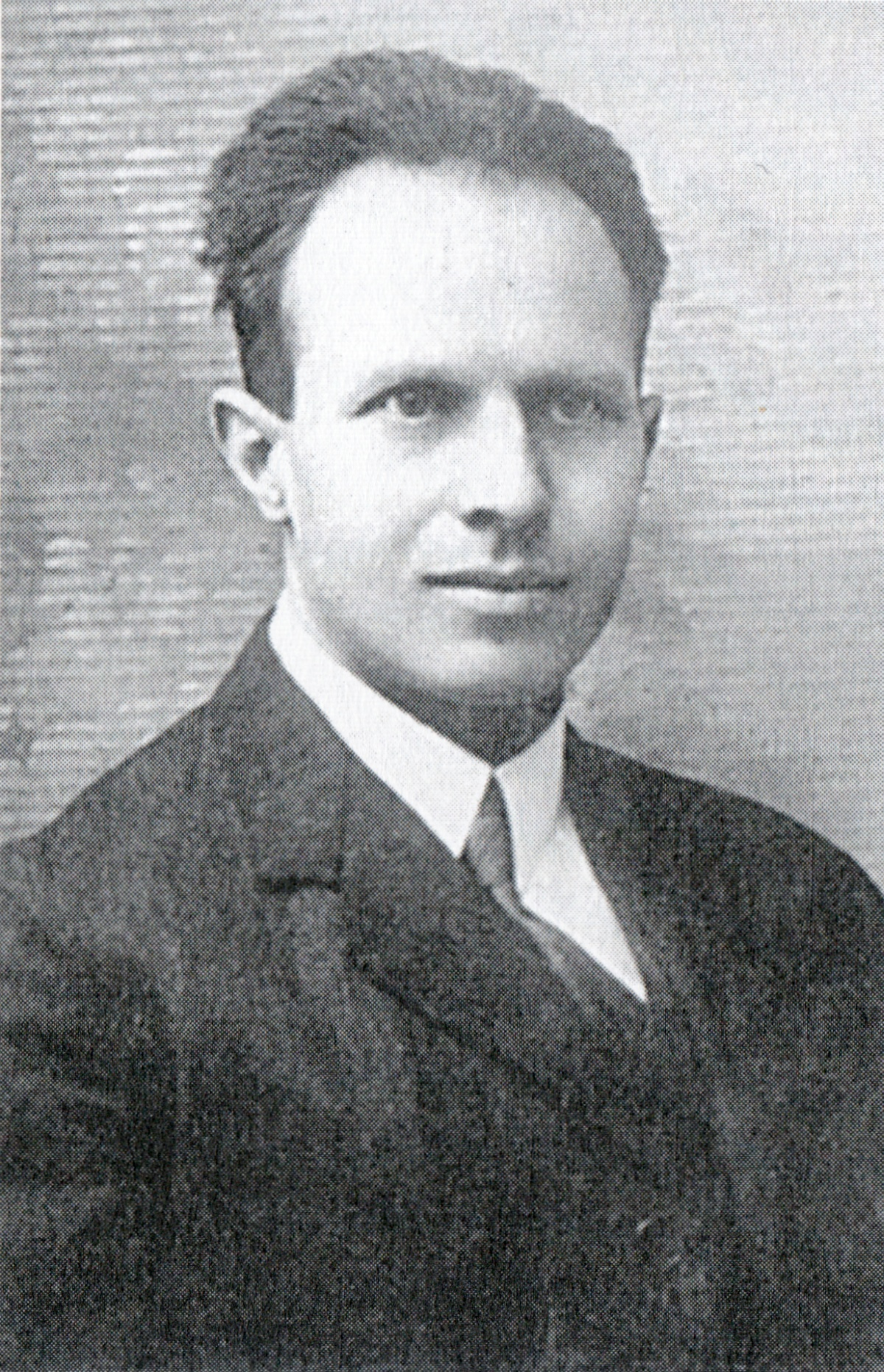
Antonín Pešl v době studií

Antonín Pešl se narodil 31. prosince 1891 ve Velké Dešavě u Moravských Budějovic (v souč. obec Dešov ležící jihozápadně od okresního města Třebíče). Pocházel ze starého selského rodu. Absolvoval reálnou školu v Telči. V Praze studoval (1910 až 1912) moderní filologii a filozofii na filozofické fakultě a pak ještě čtyři semestry na filozofické fakultě ve Vídni.
Po vypuknutí první světové války byl ve věku 23 let odveden k rakousko-uherské armádě, zběhl na albánské frontě k Italům a v Itálii pomáhal vytvářet československé legie. Pešl byl členem pařížské Národní rady, respektive členem její římské odbočky a později, po skončení první světové války, byl v letech 1919–1920 členem československé delegace na mírové konferenci v Paříži.
Po několikaletém působení v zahraničním oddělení generálního štábu vstoupil v roce 1926 do redakce Národního osvobození, kde až do léta 1938 řídil zahraničně-politickou rubriku (ve funkci zahraničního politického komentátora). V uvedeném období (1926–1938) práci pro Národní osvobození na krátký čas přerušil, protože působil jako římský dopisovatel Českého slova. Pešl pracoval jako aktivní funkcionář Československé obce legionářské (ČsOL). Publicisticky byl činný rovněž v revui „Le Monde Slave“ a v „Prager Rundschau“.
V létě roku 1938 (od tzv. květnové mobilizace) se stal šéfredaktorem rozhlasového zpravodajství ČTK, ale po německé okupaci musel tuto funkci opustit.
Ještě před rokem 1938 se Antonín Pešl oženil s bývalou první manželkou historika a politika PhDr. Huberta Ripky; i přes tento fakt zůstali Pešl s Ripkou přáteli. (Novomanželům Pešlovým byl na svatbě plukovník Emanuel Moravec – tehdy ještě otevřeně podporoval politiku tzv. hradní skupiny). Mezi blízké Pešlovy přátele patřil i český právník a politik JUDr. Prokop Drtina, tajemník prezidenta Edvarda Beneše.

## Za protektorátu
Na začátku nacistické okupace patřil Antonín Pešl k hlavním organizátorům domácího nekomunistického odboje. Již od léta 1939 udržoval styky s různými osobnostmi odboje (Ing. Jaromír Nečas, JUDr. Otakar Klapka, JUDr. Přemysl Šámal) a zejména měl vazby na pozdější PÚ (JUDr. Prokop Drtina, vyslanec Dr. Jan Jína, JUDr. Ladislav Rašín). Rovněž spolupracoval s lidmi soustředěnými kolem Dělnické akademie a kontakty měl i mezi spolupracovníky vydávajícími ilegální časopis „ČSR“ (Emil Gutfreud, Vladimír Vančura, Josef Kopta, Jaroslav Kratochvíl, Zdeněk Bořek Dohalský).
V roce 1940 stál u zrodu odbojové organizace ÚVOD. V Ústředním vedení odboje domácího pak zastupoval ilegální Politické ústředí (PÚ). Spolupracoval i s vojenskou Obranou národa (ON).

### Zpravodajská činnost
Antonín Pešl v odboji pracoval v oblasti zpravodajské. Používal krycí jména „Pacovský“, „Vít“. Spolupracoval s Jaroslavem Jelínkem, Dr. Václavem Holým, Dr. V. Osvaldem, doc. Vladimírem Krajinou, Dr. Arnoštem Heidrichem, novinářem Dr. Miloslavem Kohákem, dějepiscem Dr. Jaroslavem Papouškem a jeho manželkou spisovatelkou a historičkou kultury profesorkou Naděždou Melnikovou-Papouškovou a Zdeňkem Bořkem Dohalským. Šlechtic Zdeněk Bořek Dohalský (krycí jméno „Bedrník“, „Halík“) fungoval jako spojka mezi domácí protektorátní vládou a exilovou vládou v Londýně. Shromážděné informace vnitropolitického charakteru pak ilegální skupina předávala do zahraničí. Pešl se aktivně účastnil na obou dvou cestách, kterými se informace shromážděné domácím odbojem dostávaly za hranice protektorátu:
- ilegální kurýrní spojení přes jugoslávský generální konzulát v Praze (Božidar Stefanovič – úředník tohoto konzulátu)
- radiotelegraficky (přes nelegální vysílačky – doc. Vladimír Krajina)

Kromě zpravodajské činnosti se Pešl staral o zajišťování vhodných místností pro konání ilegálních schůzek a hledání prostor k umístění nelegálních vysílaček. Pešlovým blízkým odbojovým spolupracovníkem byl rada zpravodajské služby Václav König (spolupracoval s Balabánem) a z kolegů-novinářů pak Dr. František Bauer. Bauer byl vedoucím tzv. novinářské maffie a měl rozvětvené kontakty do dalších skupin.

### Práce pro ilegální tisk
Od začátku roku 1940 přispíval Antonín Pešl svými články do ilegálního časopisu „Český kurýr“  a přibližně od března 1940 i do vojenské mutace ilegálního časopisu „V boj“.

### Dům v Kozí ulici
V Kozí ulici (Ziegengasse) na Praze 1 se nacházel obchod s domácími spotřebiči, který provozovala firma „Lehký a Bambas“. Antonín Pešl tu našel „krycí“ zaměstnání jako obchodní cestující (agent) se žárovkami. Díky tomu mohl zajistit fingovaná pracovní místa i dalším odbojářům, a to především bývalým zpravodajským důstojníkům, mezi kterými byl též major Jan Sadílek. V bytě majitele firmy pana Bambase, který později odešel do ciziny, se v lednu 1940 sešel ÚVOD, ve kterém až do svého zatčení Antonín Pešl zastával vedoucí roli.
V prostorách firmy „Lehký a Bambas“ se už v roce 1939 konala řada konspiračních schůzek (využívány byly především Politickým ústředím – PÚ). Dokladem toho byla například porada výkonného výboru PÚ, která se tu konala 14. prosince 1939. Porady se účastnili: doc. Vladimír Krajina, Antonín Pešl, Jaroslav Drábek, Dr. Miloslav Kohák, Vladimír Hora a Vladimír Klecanda. Výkonný výbor PÚ na základě závažných skutečností (byty některých odbojářů z řad PÚ byly již obsazeny gestapem, gestapo již mělo příliš informací o činnosti PÚ) rozhodl nepokračovat v další ilegální práci a pokud možno zahladit všechny její stopy.
Pár týdnů po poradě výkonného výboru PÚ (začátkem ledna 1940) se v prostorách firmy „Lehký a Bambas“ konala schůzka prakticky neexistujícího PÚ a vojenské odbojové organizace Obrana národa (ON). Cílem schůzky, které se účastnili Antonín Pešl, František Němec, doc. Vladimír Krajina, podplukovník Josef Balabán a podplukovník Tomáš Berka, bylo dohodnout další společný postup. Na této schůzce bylo pravděpodobně rozhodnuto založit Petiční výbor Věrni zůstaneme (PVVZ).

### Byt v Černé ulici
Ve třetím patře činžovního domu na adrese Černá 172/1, 110 00 Praha II – Nové Město (za protektorátu se ulice jmenovala Schwarze Gasse) se nacházel dvoupokojový ilegální byt, který byl střediskem zpravodajské činnosti „Pešlovy skupiny“.
Byt patřil švýcarskému státnímu příslušníkovi, ale najali si jej dne 1. prosince 1939 dva asistenti Pelnářovy interní kliniky: MUDr. František Procházka (* 25. prosince 1909 v Praze, † 10. června 1944 v Drážďanech) a MUDr. Vladimír Vacek (* 24. února 1910, † 10. června 1944 v Drážďanech). Zmínění lékaři byt ve skutečnosti nepotřebovali (měli možnost bydlet ve všeobecné nemocnici) a najali jej ve prospěch univerzitního profesora doktora Vladimíra Klecandy. Ten v bytě bydlel a pracoval (tj. využíval jej pro ilegální protiněmeckou činnost) až do svého odchodu do zahraničí na konci prosince 1939. Byt tedy sloužil od začátku okupace ke konspiračním schůzkám a činnostem ilegálních organizací ÚVOD a PÚ. (Gestapo později v bytě našlo Klecandovy knihy, které byly na nacistickém indexu zakázaných knih.)
Asi v dubnu 1940 lékaři údajně přenechali byt doc. Vladimíru Krajinovi. Vladimír Krajina ve skutečnosti byt používal již od února 1940, a to téměř rok (do února 1941). Vedl zde důvěrné rozhovory s podplukovníkem Josefem Balabánem, scházel se tu se štábním kapitánem Václavem Morávkem a také tu prováděl šifrování a dešifrování radiových depeší. (Během roku 1940 z tohoto bytu vysílala i ilegální radiostanice Sparta I zajišťující spojení domácího odboje s exilovou vládou v Londýně.)
Oba lékaři byli zatčeni na konci dubna 1941, podstoupili trýznivé výslechy a nakonec byli odsouzeni k smrti a popraveni.
Z výslechů gestapo zjistilo, že při předávání bytu doc. Krajinovi byl přítomen i Antonín Pešl. (Ten opravdu po odchodu z Kozí ulice tento byt po nějaký čas skutečně používal.) Tento fakt byl Pešlovi během soudního přelíčení dokázán a gestapo z něho mylně dovodilo, že Pešl měl kontakty s podplukovníkem Josefem Balabánem. (Což Pešl popíral.)

## Zatčení
Do rukou gestapa se Pešl dostal shodou okolností proto, že v létě roku 1940 nebyl českou policií zastižen na své domovské adrese (tou dobou přespával ilegálně jinde), a proto byl předvolán na policejní ředitelství, kde měl předložit svůj domovský list. Opatrný Pešl předem „oklikou“ (přes informátora ÚVODu vrchního odborového radu Dr. Otakara Lišku, který měl vždy spolehlivé informace) zjišťoval podrobnosti svého předvolání. Liška se stal obětí mystifikace ze strany jiného českého úředníka (sloužícího gestapu), který jej ubezpečil, že v Pešlově věci nejde o nic závažného. Pešl se rozhodl vyhovět vyzvání, neklást „podezřelý“ odpor v „podružné“ věci a dostavit se na policii. Před návštěvou policie pro jistotu celý den dělal „doma pořádek“ a vyřídil tak „veškeré podezřelé“ ilegální záležitosti. Z návštěvy policie dne 19. září 1940 se už nevrátil. Policejní obsílka byla léčkou. Antonín Pešl byl ve skutečnosti zatčen pro nehrdelní delikt (hrozilo mu maximálně 8 let vězení) – byl obviněn z toho, že převzal nějakou finanční částku z Klapkova dispozičního fondu, který byl spravován radním Kinkalem.

## Věznění
Šest týdnů po zatčení byl Antonín Pešl odvezen do Drážďan. Z Drážďan byl přepraven přes Zhořelec a Berlín do věznice v Gollnově u Štětína (dnes Goleniów v Polsku). (V Gollnově se setkal také se svojí manželkou, která jej přijela navštívit.) Tady obdržel obžalovací spis a očekával, že 13. března 1941 bude postaven před soud. Místo toho byl urychleně převezen na Pankrác, protože gestapo mezitím odhalilo další stopy jeho podzemní protiněmecké činnosti.
V Praze byl Antonín Pešl podroben tvrdým výslechům. Gestapo jej vinilo ze styků s doc. Krajinou (toho ale v rukou nemělo, zato zatklo Krajinovu manželku). Při vyšetřování vyšlo najevo, že v Procházkově knihkupectví fungovala ilegální „přepážka“ a také fakt, že Pešl byl přítomen přejímání bytu v Černé ulici a jeho předávání doc. Krajinovi. Další přitěžující okolností byl nález dopisu, který gestapo získalo po pádu Francie v Paříži, kde byla zabavena část pošty určené (ještě neodeslané) do Londýna. Zde popisovala jedna skupina protiněmeckého odporu Pešlovu ilegální činnost.
Na Pankráci byl Pešl vězněn od 5. listopadu 1940 do 23. května 1942. (S výjimkou dubna 1942, kdy byl nucen těžce pracovat v Terezíně na stavbě trati.) 

## Odsouzení
Pešl byl převezen do Drážďan, v květnu 1942 jej převezli do Berlína do věznice Moabit a v srpnu 1942 dostal novou obžalobu. Přelíčení bylo stanoveno na 4. září 1942 a rozsudek zněl „odsouzen k smrti“.
Kolika kouzelnými hlasy umí život v bdění i ve snu naše srdce, těla, smysl a duše k sobě přivolávat a vábit, též v hodinách, kdy „život jako popel chutná“. Přes to je nutno kráčet dále vzpřímeně do nejtěžší životní zkoušky.
Antonín Pešl píše své ženě v dopisu, 30. září 1942, 
Dne 22. prosince 1942 byl Antonín Pešl popraven v berlínské věznici Plötzensee.
"... dne 22. prosince 1942 byl popraven Antonín Pešl z Prahy, narozený 31. prosince 1891, kterého Lidový soud odsoudil na smrt. Pešl měl vedoucí účast na organisaci hnutí odporu proti Německé říši, udržoval spojení s illegální vojenskou organisací a dodával nepřetržitě zprávy nepřátelské propagandě. Kromě toho spolupracoval na vydávání illegálního časopisu."
Zpráva z dobového tisku, 5. ledna 1943, 

## Pamětní deska
Pamětní deska na rodném domě (Dešov číslo popisné 9) Antonína Pešla ve Velkém Dešově na Moravě byla slavnostně odhalena krátce po skončení druhé světové války dne 30. září 1945.
ZDE SE NARODIL 31.XII.1891 
 ČESKÝ NOVINÁŘ 
 ANTONÍN PEŠL 
 V PRVNÍ SVĚTOVÉ VÁLCE BYL 
 SPOLUZAKLADATELEM ČESKO- 
 SLOVENSKÝCH LEGIÍ V ITALII. 
 VE DRUHÉ JEDNÍM Z VŮDCŮ 
 DOMÁCÍHO ODBOJE. 
 BYL POPRAVEN 22. XII. 1942 
 V BERLÍNĚ – PLÖTZENSEE. 
 ŽIL A ZEMŘEL 
 JAKO HRDINA.
pamětní deska

## Po sametové revoluci
Po roce 1948 upadlo na dlouhou dobu jméno i činy Antonína Pešla (a jiných účastníků nekomunistického protiněmeckého odporu v době nesvobody) v zapomnění. V roce 1992 byl Antonín Pešl vyznamenán Řádem Tomáše Garrigua Masaryka II. třídy.

## Postoje a životní filozofie A. Pešla
Antonín Pešl byl vzdělaný publicista se širokým rozhledem po vnitřní a zahraniční politice, s bohatými životními zkušenostmi a se zalíbením pro politcko-filozofické problémy. Byl oddaným stoupencem myšlenek T. G. Masaryka a Dr. Edvarda Beneše. Názorovou orientací patřil k etickým, demokratickým socialistům se sklonem k náboženství (i když zcela necírkevně pojatému). Byl rozhodným a dobře známým „hradním“ novinářem a důvěrným spolupracovníkem Dr. Edvarda Beneše. Věřil v dějinné poslání Slovanstva. Byl přesvědčen o syntéze komunismu a křesťanství. Vyslovoval se skepticky o Západě, zejména o Britech s tím, že se musíme (jako národ) spoléhat sami na sebe. Vyznával Masarykovu dějinnou filozofii „malého národa“, který se může uplatnit „v pospolitní souhře národů evropských a dospět tak zpět ke světovosti“.